# Аполлофан Сотер
Аполлофан Сотер (др.-греч. Ἀπολλοφάνης Σωτήρ) — индо-греческий царь, правивший, видимо, в I веке до н. э.

Об Аполлофане известно только из нумизматического материала, отличающегося грубостью исполнения — по замечанию исследователей, в это время качество выпускаемых индо-греческими правителями монет значительно ухудшилось. На серебряных монетах Аполлофана на аверсе вычеканен его бюст в шлеме и присутствует легенда на греческом языке. На реверсе вместе с надписями на кхароштхи изображена сражающаяся Афина. На бронзовых — на аверсе бюст Аполлона.
По мнению В. Тарна, монеты Аполлофана чеканились по типу Евтидемедов. Ссылаясь на сходство монограмм, учёный предположил, что Аполлофан (также как Аполлодот II, Дионисий Сотер и Зоил II) был правителем, подвластным Стратону, или же одним из его наследников. А. Нарайн полагал, что Аполлофан, который мог принадлежать к дому Менандра, был одним из преемников Аполлодота II. К 65-62 годам до н. э. относит царствование Аполлофана Р. Смит, считающий его сыном или братом Аполлодота II и что после Аполлофана стал властвовать Зоил II. По предположению А. Симонетты, во время правления индо-скифского царя Азеса I около 35 года до н. э. Аполлофан сменил Дионисия Сотера, а затем, примерно через два года, к власти пришли Стратон II и его племянник Стратон III. Й. Якобссон, со ссылкой на О. Бопераччи и Р. Сениора, относит царствование Аполлофона к 35-25 годам до н. э., а его предшественником и преемником полагает считать Зоила II и Стратона II. Аналогичного мнения придерживается Ф. Вайдмэнн, видящий в Аполлофане военачальника при Зоиле II, потерпевшего поражение в столкновении с Азесом. Исследователь считает, что Аполлофан в попытке сохранить от индо-скифов свои владения — в Восточном Пенджабе со столицей в Сагале — мог призвать на помощь индийских союзников.